# Eugene Merle Shoemaker
Eugene "Gene" Merle Shoemaker (28. april 1928 i Los Angeles, USA – 18. juli 1997 i Alice Springs, Australien) var en amerikansk geolog, der er bedst kendt som en af opdagerne af kometen Shoemaker-Levy 9 sammen med sin kone Carolyn Shoemaker og den canadiske astronom David Levy.

## Videnskabelige bedrifter

### Astronomi og Apollo
For at opnå sin filosofiske doktorgrad på Princeton i 1960, studerede Shoemaker påvirkningsdynamikken på Barringerkrateret som ligger nær Winslow i Arizona. For at forstå dynamikken inspicerede Shoemaker kratere som opstod som et resultat af underjordiske atombombeforsøg ved Nevada Test Site i nærheden af Yucca Flats. Han fandt en ring af udblæst materiale som inkluderede «chokpåvirket kvarts» (coesit), en form af kvarts som har en mikroskopisk unik struktur opstået på grund af intenst tryk.
Shoemaker var en af pionererne indenfor feltet astrogeologi gennem grundlæggelsen af Astrogeology Research Program ved U.S. Geological Survey i 1961 i Flagstaff i Arizona, og han var en af dets første direktører. Han var stærkt engageret i Lunar Ranger-missionerne til Månen, som viste at Månen var dækket med et bredt spekter af nedslagskratere. Shoemaker var også involveret i træning af de amerikanske astronauter. Han selv var en mulig kandidat for en Apollo-månefærd og var på vej til at blive den første geolog til at gå på månen, men blev diskvalificeret på grund af at han blev diagnosticeret med Addisons sygdom, en lidelse i binyrerne. Shoemaker trænede astronauter under ekskursioner til Barringerkrateret og Sunset Crater nær Flagstaff.
Gene Shoemaker blev tildelt Wetherill-medaljen fra Franklin-instituttet i 1965.
Da Shoemaker i 1969 kom til Caltech påbegyndte han en systematisk søgning efter asteroider som krydser jordens bane rundt om solen, som resulterede i opdagelsen af flere grupper af sådanne asteroider, inklusive Apollo-asteroider. Siden da har Gene Shoemaker gjort meget for at fremme ideen om at voldsomme geologiske ændringer kan opstå som et resultat af asteroidenedslag og at sådanne nedslag er almindelige set over geologisk tid. Tidligere blev astroblemmer antaget at være rester af udslukte vulkaner, til og med på Månen.

### Kometen Shoemaker-Levy 9
Gene Shoemaker modtog i 1984 Barringer-medaljen og National Medal of Science i 1992. I 1993 var han en af medopdagerne af kometen Shoemaker-Levy 9 ved hjælp af 18-tommers Schmidt-kameraet ved Palomarobservatoriet. Denne komet var unik ved at den skabte den første mulighed for forskerne til at observere en komet, som rammer en planet. Shoemaker-Levy 9 kolliderede med Jupiter i 1994. Resultatet af sammenstødet var et «kæmpear» på Jupiters overflade. De fleste forskere på det tidspunkt tvivlede på at der ville blive nogen synlige mærker på planeten.

## Dødsfald
Shoemaker brugte meget af sin tid i sine sidste år på at lede efter flere tidligere uopdagede eller ikke bemærkede meteorkratere rundt omkring i verden. Det var under en sådan ekspedition at Gene Shoemaker døde i en frontalkollision (og ikke sådan som det er blevet påstået i en kollision med en kænguru) på Tanami Road nordvest for Alice Springs i Australien i juli 1997. Den 31. juli 1999 blev noget af hans aske taget med til månen af rumfartøjet Lunar Prospector i en kapsel designet af Carolyn Porco. Til dags dato er han den eneste person som er blevet begravet på Månen.
Messingfolieomslaget til Shoemakers mindekapsel er graveret med billeder af kometen Hale-Bopp og Barringerkrateret, samt et citat fra Romeo og Julie som lyder således:
| Citat | And, when he shall die Take him and cut him out in little stars And he will make the face of heaven so fine That all the world will be in love with night And pay no worship to the garish sun. | Citat |
| [ 2 ] | |       |

Rumsonden NEAR Shoemaker som blev sendt til asteroiden 433 Eros fik sit navn til ære for Eugene Shoemaker.